# Лазаревский переулок (Москва)
Ла́заревский переу́лок — улица в Москве в районе Марьина Роща Северо-Восточного административного округа, между улицами Образцова и Советской Армии.

## История

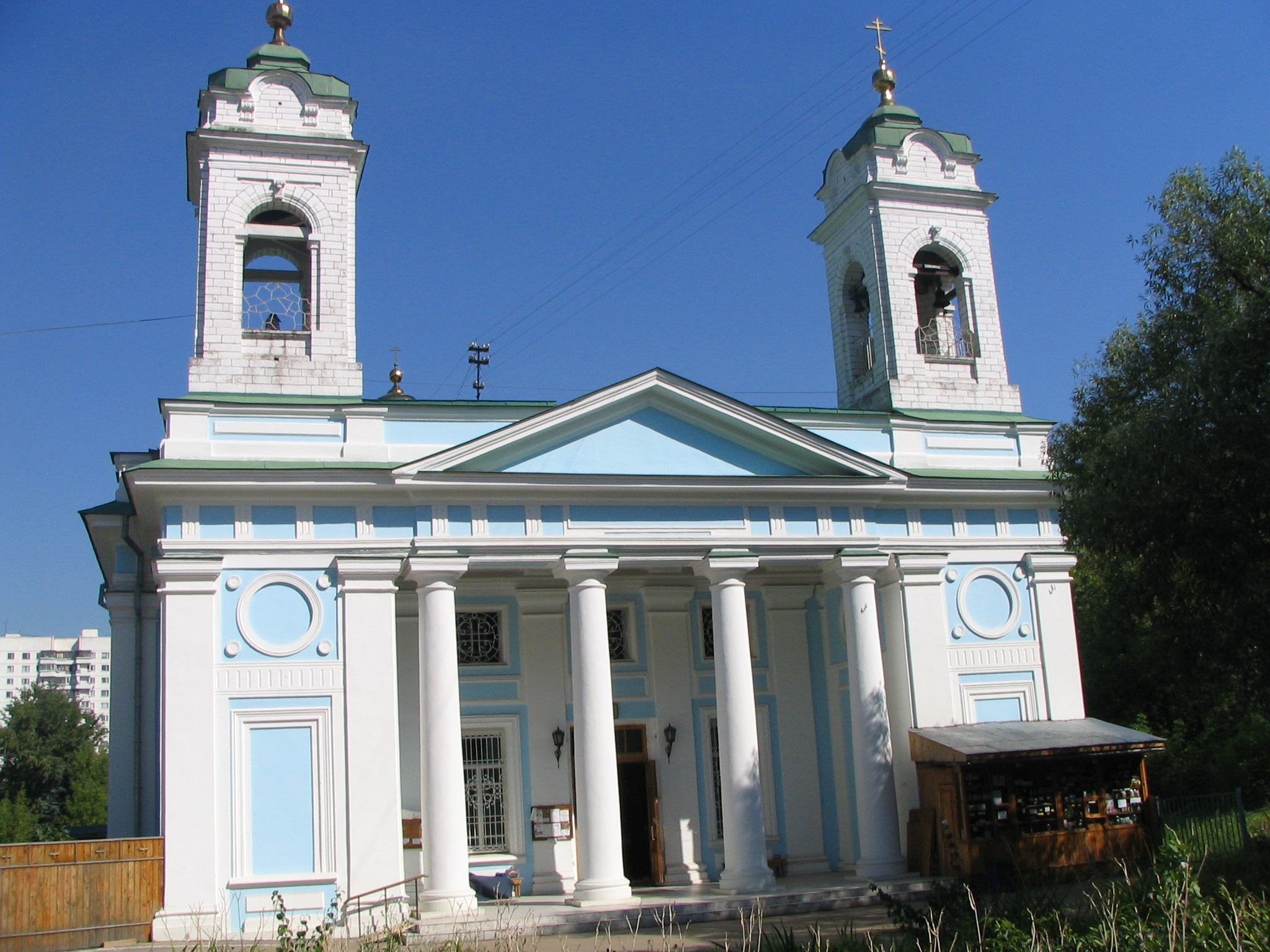
Храм Сошествия Святого Духа на Лазаревском кладбище

Название возникло в XIX веке по бывшему Лазаревскому кладбищу, открытому как городское (до того там было немецкое кладбище) в 1750 года при церкви Воскресения праведного Лазаря (ныне — церковь Сошествия Святого Духа ). В советское время кладбище было превращено в детский парк. До 1986 года — 1-й Лазаревский переулок (2-й Лазаревский переулок был в 1976 году присоединен к улице Советской Армии).

## Расположение
Лазаревский переулок проходит с запада на восток, начинается от улицы Образцова недалеко от 2-го Вышеславцева переулка, пересекает Октябрьский переулок (справа), Октябрьскую улицу и заканчивается на улице Советской Армии напротив церкви Сошествия Святого Духа на Лазаревском кладбище.

## Учреждения и организации
- Дом 8 — детский сад № 59.